# Bitterroot River
Der Bitterroot River ist ein etwa 125 km langer linker Nebenfluss des Clark Fork im US-Bundesstaat Montana.
Der Bitterroot River entsteht am Zusammenfluss seiner Quellflüsse West Fork und East Fork Bitterroot River im Ravalli County im Südwesten von Montana. Er durchfließt das Bitterroot Valley in nördlicher Richtung. Dabei passiert er die Orte Darby, Hamilton, Victor und Lolo, bevor er schließlich bei Missoula in den Clark Fork mündet. Der U.S. Highway 93 folgt dem gesamten Flusslauf. 35 km nördlich von Hamilton befindet sich am Ostufer des Bitterrot River das Lee Metcalf National Wildlife Refuge.
Der West Fork Bitterroot River entspringt in den Bitterroot Mountains im äußersten Südwesten von Montana. Er fließt 65 km in überwiegend nördlicher Richtung durch den Bitterroot National Forest, bevor er sich mit dem East Fork Bitterroot River vereinigt. Etwa 33 km oberhalb der Mündung wird der Fluss zum Painted Rocks Lake aufgestaut.  
Der East Fork Bitterroot River ist etwa 70 km lang. Er hat seinen Ursprung in dem Bergsee Hidden Lake in der Anaconda Range. Er fließt anfangs 45 km in westsüdwestlicher Richtung. Der U.S. Highway 93 trifft von Süden kommend auf den Fluss und folgt ihm. Der East Fork Bitterroot River fließt im Unterlauf in nordwestlicher Richtung und durchschneidet dabei einen in Nord-Süd-Richtung verlaufenden Bergkamm.

## Hydrologie
Der Bitterroot River entwässert ein Areal von 7381 km². Der mittlere Abfluss 9,5 km oberhalb der Mündung beträgt 63,5 m³/s. Die höchsten monatlichen Abflüsse treten im Juni mit im Mittel 226 m³/s auf.